# NGC 7068
NGC 7068 is een spiraalvormig sterrenstelsel in het sterrenbeeld Pegasus. Het hemelobject werd op 7 november 1863 ontdekt door de Duitse astronoom Albert Marth.

## Messier 15
Op iets minder dan een graad ten oosten van NGC 7068 is de bolvormige sterrenhoop Messier 15 te vinden.

## Synoniemen
- MCG 2-54-27
- ZWG 426.55
- KAZ 520
- IRAS 21241+1158
- PGC 66765